# Antonio Di Gennaro
Antonio Di Gennaro (Florencia, Provincia de Florencia, Italia, 5 de octubre de 1958) es un exfutbolista italiano. Se desempeñaba en la posición de centrocampista.

## Selección nacional
Fue internacional con la selección de fútbol de Italia en 15 ocasiones y marcó 4 goles. Debutó el 3 de noviembre de 1984, en un encuentro amistoso ante la selección de Suiza que finalizó con marcador de 1-1.

### Participaciones en Copas del Mundo
| Mundial                        | Sede   | Resultado        |
| ------------------------------ | ------ | ---------------- |
| Copa Mundial Sub-20 de 1977    | Túnez  | Primera fase     |
| Copa Mundial de Fútbol de 1986 | México | Octavos de final |

## Clubes
| Club                | País   | Año         |
| ------------------- | ------ | ----------- |
| A. C. F. Fiorentina | Italia | 1976 - 1980 |
| Perugia Calcio      | Italia | 1980 - 1981 |
| Hellas Verona       | Italia | 1981 - 1988 |
| A. S. Bari          | Italia | 1988 - 1991 |
| Barletta Calcio     | Italia | 1991 - 1992 |

## Palmarés

### Campeonatos nacionales
| Título  | Club          | País   | Año     |
| ------- | ------------- | ------ | ------- |
| Serie B | Hellas Verona | Italia | 1981-82 |
| Serie A | Hellas Verona | Italia | 1984-85 |